# Андреев, Константин Иосифович
Константин Иосифович Андреев (1854—?) — русский военный  деятель, полковник  (1914). Герой Первой мировой войны.

## Биография
В 1871 году  после окончания домашнего образования вступил в службу. В 1877 году после окончания Санкт-Петербургского пехотного юнкерского училища произведён в прапорщики и выпущен в Черноморский 149-й пехотный полк.
В 1879 году произведён в подпоручики, в 1885 году в поручики, в 1891 году в штабс-капитаны, в 1896 году в капитаны. С 1904 года участник Русско-японской войны, командовал ротой. С 1905 года подполковник Енисейского 94-го пехотного полка.
С 1914 года участник Первой мировой войны,полковник, штаб-офицер 94-го Енисейского пехотного полка. С 1916 года состоял в резерве чинов при штабе Минского военного округа.
11 марта 1915 года за храбрость награждён Георгиевским оружием: 
За то, что 12 ноября 1914 года в бою под Лодзью, заметив, что роты его батальона, направленные для атаки деревни Теодоров, в виду убыли всех офицеров, приостановили наступление и залегли, личным примером быстро поднял залегшие роты и ударом в штыки совместно с 85-м Выборгским пехотным полком, выбил немцев и захватил деревню Теодоров

## Награды
- Орден Святого Станислава 2-й степени с мечами (1903; ВП 19.12.1916)
- Орден Святой Анны 3-й степени с мечами и бантом (1915)
- Орден Святой Анны 2-й степени (1904)
- Орден Святого Владимира 4-й степени с мечами и бантом (1905; ВП 30.09.1915)
- Георгиевское оружие (ВП 11.03.1915)